# Поликлады
Поликла́ды, или поликлади́ды, или многоветви́стые турбелля́рии (лат. Polycladida) — отряд плоских червей, традиционно относимый к парафилетическому классу ресничных (Turbellaria). Насчитывают около 1000 видов. За единичными исключениями, обитают в морских водах, как правило, в составе бентоса (от приливно-отливной зоны до глубин в 1000 м). Ряд видов способен подниматься в толщу воды за счёт ундулирующих движений краёв тела. Латинское и русское названия отряда даны в связи с сильным древовидным разветвлением кишечника, который кроме функции собственно пищеварения обеспечивает транспортировку питательных веществ к органам.

## Строение
Тело сильно уплощено, более или менее овальной формы, часто ярко окрашено. Длина крупных представителей доходит до 30 см. Часто передний конец тела несёт пару щупалец. Многочисленные глаза могут располагаться на спинной стороне вблизи головного ганглия, по краю тела или на поверхности щупалец. У представителей подотряда Cotylea на брюшной стороне позади женского полового отверстия расположен прикрепительный орган в форме железистого диска или присоски, в подотряде Acotylea прикрепительный орган отсутствует.
Мускулатура многослойная, хорошо развитая, у многих присутствует дополнительный наружный продольный слой мышц. Глотка складчатого типа (лат. pharynx plicatus), способна выворачиваться из ротового отверстия в средней части брюшной стороны тела. Кишечник очень сильно разветвлён, на концах ветвей имеются небольшие поры, через которые могут выводиться непереваренные остатки. Семенники и яичники гермафродитной половой системы лежат между ветвями кишечника, у крупных форм они подразделены на многочисленные фолликулы.

## Размножение и развитие
У крупных представителей в кладке может быть до 100 000 яиц. Мелкие, напротив, формируют небольшие кладки из большого числа яиц или даже откладывают отдельные яйца. Яйца простые (эндолецитальные).
Дробление спиральное, квартетное. В отличие от других турбеллярий, многие поликлады обладают ярко выраженной планктонной личиночной стадией, в зависимости от числа и расположения ресничных лопастей называемой мюллеровской или гёттевской личинкой. Для части видов характерно прямое развитие. У представителей рода Graffizoon на личиночных стадиях описано явление диссогонии — развитие и последующая редукция половых органов.

## Образ жизни и питание
Многие представители ведут скрытный образ жизни. От хищников поликлады могут защищаться с помощью яда (тетродотоксин, стауроспорин), о чём сигнализируют яркой апосематической окраской. Описаны примеры бейтсовской мимикрии под ядовитых голожаберных моллюсков.
Крупные представители питаются прикреплёнными и малоподвижными беспозвоночными, в том числе асцидиями и двустворчатыми моллюсками. Устричная пиявка (Stylochus frontalis) способна наносить серьёзный ущерб устричной аквакультуре. Некоторые виды существуют как комменсалы в мантийной полости брюхоногих и двустворчатых моллюсков, также известны симбионты раков-отшельников, питающиеся в том числе яйцами хозяина.